# Bal mascat (Verdi)
Bal mascat (titlul original: în italiană Un ballo in maschera, uneori numită Balul mascat) este o operă în trei acte, compusă de  Giuseppe Verdi pe un libret de Antonio Somma. 
Premiera absolută a operei a avut loc la Teatro Apollo din Roma, în ziua de 17 februarie 1859. Durata operei este de circa 140 minute.
În ciuda finalului său tragic, opera are multe momente foarte reușite, de combinare armonioasă a sublimului și ironiei, o mixaj de tragism și comedie care i-a făcut pe mulți critici de muzică de operă să o eticheteze ca „shakespeariană”.

## Istoric
Opera este inspirată pe asasinarea regelui Gustav III al Suediei din anul 1792, dar este lipsită de acuratețe istorică din două motive importante. Pe de o parte, sursa inspirației însăși era o prezentare romanțată a evenimentelor, respectiv, în perioada compunerii operei sale, lui Verdi i s-a impus de către cenzură guvernului să efectueze schimbări în desfășurarea acțiunii datorită sensibilității politice a subiectului și / sau a sugestiilor de natură anarhică care puteau fi sugerate.
În 1833, dramaturgul francez Eugène Scribe a descris evenimentele care au dus la asasinarea regelui Gustav al III-lea în piesa omonimă, Gustave III. Singurele lucruri reale pe care Scribe le-a păstrat au fost câteva nume istorice implicate, conspirația în sine și asasinarea de la balul mascat. Restul, caracterizările, personajele, povestea romantică, ghicirea viitorului, trădarea prieteniei, etc. sunt rezultate ale ficțiunii autorului francez. 
Opera lui Verdi s-a bazat pe piesa lui Scribe și nu pe faptele istorice. Și totuși a fost considerată de către cenzura regală ca fiind prea mult, drept care acțiunea se va desfășura în Lumea Nouă, la Boston, în loc de Europa, perioada va fi vag sugerată ca fiind cea a începutului anilor 1700, deci cea a Americii de nord coloniale britanice, rangul personajului asasinat va fi coborât de la cel de monarh la cel de guvernator colonial, iar personajul în sine nu va fi nimeni altul decât Riccardo (Richard), Contele (ori Earl) de Warwick.

## Personajele principale
- Regele Gustav al III-lea al Suediei (Contele Riccardo) (tenor)
- Contele Anckarström (Renato), prietenul și secretarul regelui (bariton)
- Amelia, soția Contelui Anckarström (soprană)
- Oskar, pajul contelui (sopran)
- Ulrica Arfvidsson, prezicătoare (mezzo-soprană)
- Silvano, un marinar (bariton)
- Contele Horn (Tom), conspirant contra regelui (bas)
- Contele Ribbing (Samuel), alt conspirant (bas)
- un judecător, (tenor)
- ofițeri, soldați, paji, servitori, conspiratori, popor [1][2]

## Acțiunea
Acțiunea se petrece la Boston, în ultimii ani înainte de anul 1700.

### Actul I

#### Tabloul I (palatul guvernatorului)
Riccardo, conte de Warvick, guvernator al Bostonului, are zi de audiență. Printre cei care așteaptă se găsesc și adversarii lui Riccardo, necunoscuți de el, grupați în jurul lui Samuel și al lui Tom. Pajul Oscar, prezintă lista invitaților la balul mascat ce urmează a avea loc. Pe listă figurează și Amelia, pentru care Riccardo nutrește, în taină, sentimente de dragoste. 

După plecarea celor veniți pentru audiențe, sosește Renato, colaboratorul și prietenul cel mai devotat al lui Riccardo, dar și soțul Ameliei. Renato îl avertizează pe guvernator de existența unui complot, care urmărește să-l asasineze. Prezența omului apropiat, care l-a prevenit asupra pericolului ce-l paște, îl tulbură și-i provoacă remușcări lui Riccardo. Dragostea lui pentru Amelia înseamnă trădarea datoriei izvorâte din prietenia ce-i leagă. Judecătorul îi prezintă guvernatorului spre semnare actul de expulzare a vrăjitoarei Ulrika, acuzată de magie. Pajul Oscar o apără. Riccardo nu crede în cele relatate. Pentru a se convinge personal se va duce, travestit, la Ulrika.

#### Tabloul II
Ulrika este înconjurată de un grup de susținători. Pentru a-i impresiona și a le exploata naivitatea, invocă spiritele demonice. Printre cei care asistă la această scenă se află și Riccardo, îmbrăcat în pescar. Silvano, un brav matelot, aflat mai de mult în serviciul guvernatorului, este ținta primei preziceri a Ulrikăi: Curând te vei bucura de primirea unor bani și de înaintarea în grad. Cu gândul de a-l răsplăti pe Silvano, dar și cu acela de a-i persifla pe cei care cred în magie, guvernatorul strecoară la vedere, în buzunarul marinarului, o pungă cu bani și o hârtie pe care a semnat numirea ca ofițer. Apare servitorul Ameliei. A venit să îi ceară Ulrikăi o întrevedere cu stăpâna lui. Cei de față sunt îndepărtați. Riccardo însă, recunoscându-l pe servitor și dorind să asculte convorbirea, se ascunde. Amelia, înspaimântată de faptul că îl iubește pe Riccardo, neavând puterea să se elibereze de acest sentiment, vrea să apeleze la ajutorul Ulrikăi. I se recomandă ca leac o buruiană pe care trebuie să o culeagă singură de pe dealul spânzuraților. Riccardo hotărăște să o urmeze. 

Se aud voci. În timp ce Amelia pleacă, suita guvernatorului, la care s-au atașat Samuel și Tom, își face apariția. Riccardo, văzând că i-au sosit prietenii, iese din ascunzătoare, se apropie de Ulrika și îi cere să-i prezică și lui viitorul. Ulrika îi spune că va fi omorât de un prieten și anume de acela care îi va strânge primul mâna. Guvernatorul, sfidând prezicerea, întinde mâna celor din jurul sau, dar nimeni nu răspunde gestului. Apare Renato, care îl salută pe Riccardo și, necunoscând prezicerea, îi strânge mâna. ”Acesta este cel mai bun prieten al meu!,” spune guvernatorul. Dar replica îl previne: ”Ia seama la trădători!” Între timp, Silvano, recunoscându-l pe guvernator, își dă seama că îi datorează banii și avansarea. Stăpânit de bucurie, îl aclamă.

### Actul II

#### Tabloul III (noaptea, pe dealul spânzuraților)
Amelia, deși cuprinsă de spaimă, caută buruiana ce i-a fost recomandată. Riccardo îi iese în cale. Când cei doi se găsesc față în față, mărturisirea iubirii, ce a fost până atunci ascunsă, izbucnește. Extazul este întrerupt de apariția lui Renato. Pentru a nu fi recunoscută, Amelia își acoperă fața cu vălul. Renato a venit să-l prevină pe Riccardo că grupul de conspiratori se îndreaptă spre dealul spânzuraților. Trebuie să fugă! Înainte de a pleca, Riccardo îi cere lui Renato să conducă doamna cu văl până la porțile orașului, fără însă a încerca să-i afle identitatea. Conspiratorii, conduși de Samuel și de Tom, s-au apropiat. Spre surprinderea lor, îl găsesc pe Renato împreună cu o femeie. Spadele se încrucișează. Vălul Ameliei cade. Stupoare! Conspiratorii fac haz. Renato, stăpânit de furie, îi invită pe Samuel și pe Tom, pentru a doua zi, la el acasă.

### Actul III

#### Tabloul IV (acasă la Renato)
Între cei doi soți se petrece o scenă violentă. Rămas singur, reamintindu-și cu melancolie zilele de fericire, astăzi pierdute, Renato, îl blestemă pe cel pe care l-a considerat prieten. 

Samuel și Tom au venit la întâlnire. Renato le comunică hotarârea de a se alătura conspirației. Când Amelia revine în încăpere, Renato o obligă să tragă la sorți biletul cu numele celui care urmează să-l omoare pe guvernator. Amelia ezită, apoi scoate din vas un bilețel. Pe el este scris: Renato ! Scena este întreruptă de Oscar, venit ca să-i invite la balul mascat. Cei trei bărbați tresar: balul va fi folosit pentru asasinarea guvernatorului. Amelia a înțeles planul urzit. Trebuie să-l prevină pe Riccardo.

#### Tabloul V (în sala mare a palatului guvernatorului)
Riccardo așteaptă invitații. Este decis să sacrifice dragostea ce o poartă pentru Amelia. O să-i trimită pe amândoi soții în Anglia. Oscar îi aduce guvernatorului o scrisoare de la o necunoscută, prin care este anunțat că în timpul balului se va încerca uciderea lui. Riccardo refuză să-și facă griji. Va rămâne în mijlocul invitaților ! Balul a început. Renato îl recunoaște pe Oscar, de la care află ce costum va purta guvernatorul. Amelia se apropie de Riccardo și îi cere cu insistență să părasească sala în care se desfășoară balul. Riccardo își ia rămas bun, onoarea îl obligă să renunțe la dragostea pe care i-o poartă. Cuvintele de adio sunt întrerupte. Pumnalul lui Renato a lovit necruțător. Guvernatorul cade. Muzica de dans încetează. Renato își smulge masca, înfruntând privirile celor din jur: Onoarea a fost salvată! 

Riccardo, în ultimele sale clipe, dă ordin ca Renato să fie lăsat liber, îi jură acestuia că Amelia este nevinovată, îi înmânează actul de reîntoarcere a Ameliei și a lui în Anglia și-i iartă pe conspiratori. Vocea Ameliei, a lui Oscar si a lui Renato se adaugă mulțimii într-un strigăt de groază.